# Студёнок (Воронежская область)
Студёнок — хутор в Подгоренском районе Воронежской области. Входит в состав Юдинского сельского поселения.

## География
Хутор Студёнок расположен в 30 км к северу от центра района — посёлка городского типа Подгоренский.

## Население
| 2010 |
| ---- |
| 27   |